# Żelechów (gmina)

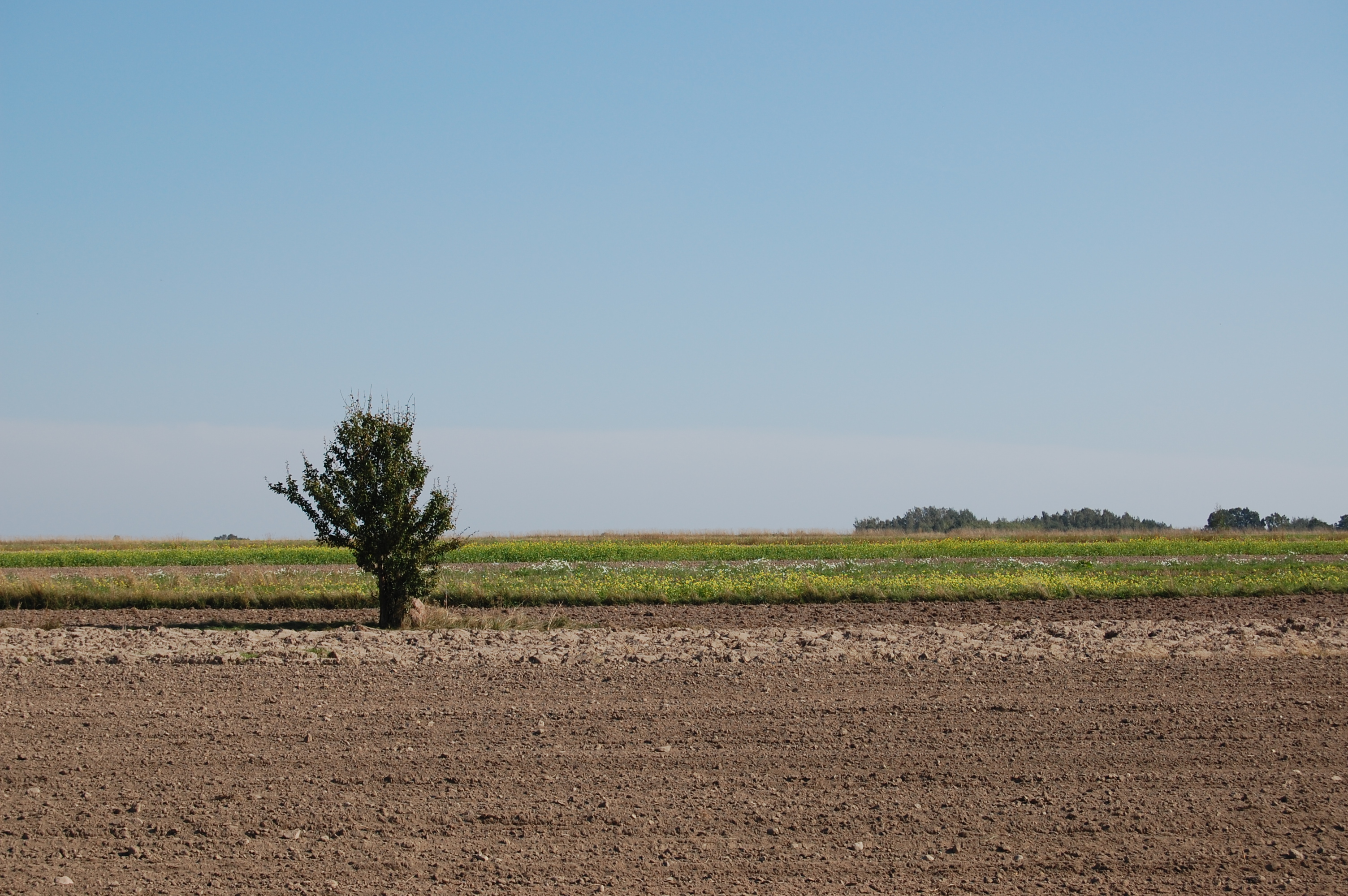
Krajobraz w okolicach Żelechowa

Żelechów – gmina miejsko-wiejska w województwie mazowieckim, w powiecie garwolińskim. W latach 1975–1998 gmina położona była w województwie siedleckim.
Siedziba gminy to Żelechów.
Według danych z 31 grudnia 2005 gminę zamieszkiwało 8503 osób. Natomiast według danych z 31 grudnia 2017 roku gminę zamieszkiwały 8374 osoby.

## Struktura powierzchni
Według danych z roku 2002 gmina Żelechów ma obszar 87,64 km², w tym:
- użytki rolne: 78%
- użytki leśne: 15%

Gmina stanowi 6,82% powierzchni powiatu.

## Demografia
Dane z 31 grudnia 2017 roku.
| Opis                              | Ogółem | Ogółem | Kobiety | Kobiety | Mężczyźni | Mężczyźni |
| --------------------------------- | ------ | ------ | ------- | ------- | --------- | --------- |
| jednostka                         | osób   | %      | osób    | %       | osób      | %         |
| populacja                         | 8 374  | 100    | 4 139   | 49,4    | 4 235     | 50,6      |
| gęstość zaludnienia (mieszk./km²) | 96     | 96     | 47      | 47      | 49        | 49        |

Ludność gminy stanowiła 8,15% ludności powiatu. W 2005 w Żelechowie mieszkało 45% mieszkańców gminy.

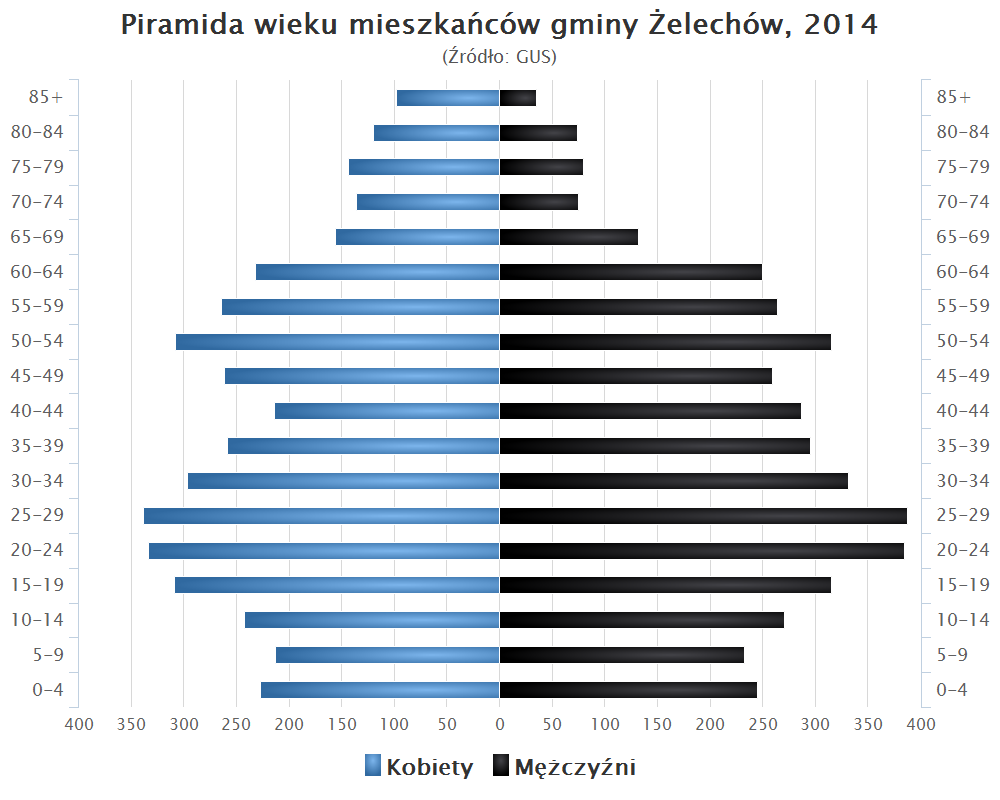
Piramida wieku mieszkańców gminy Żelechów w 2014 roku

## Zatrudnienie
W 2005 liczba pracujących w głównym miejscu pracy wynosiła 753 osoby (63,9% kobiet). Liczba zarejestrowanych bezrobotnych wyniosła 759 osób (60,5% mężczyzn). Według danych z 2005 roku średni dochód na mieszkańca wynosił 1765,95 zł, co stanowi 100,5% średniej krajowej i 94,1% średniej województwa.

## Historia
Pierwsza wzmianka o Żelechowie pochodzi z 1282 roku. Część miejscowości powstała podczas karczowania puszczy jeszcze w średniowieczu, jednak większość powstała w końcu XVIII i w XIX wieku. Wykarczowano wtedy większość lasów, przeznaczając je pod pola uprawne. Gminę wiejską Żelechów utworzono mocą ukazu cara Aleksandra II z 1864 roku o urządzeniu gmin wiejskich. Siedziba urzędu gminy Żelechów znajdowała się do końca XIX wieku we Franzdorfie II (obecny Piastów), później przeniesiono ją do Żelechowa. Miasto Żelechów nie wchodziło w skład gminy wiejskiej - tworzyło samodzielną gminę miejską. 1 stycznia 1973 r. mocą ustawy z 29 listopada 1972 roku o utworzeniu gmin i zmianie ustawy o radach narodowych (Dz.U. Nr 49 poz.312) zlikwidowano gminę wiejską i miejską, a w ich miejsce utworzono gminę miejsko-wiejską Żelechów z siedzibą w Żelechowie.

## Władze gminy
| Przewodniczący Rady Miejskiej: - Andrzej Prządka (2002-2006) - Jan Tadeusz Pietryka (2006-2010) - Jadwiga Kulikowska (2010-2014) - Jacek Sławomir Bogusz (od 2014) |  |  | Burmistrzowie Żelechowa: - Jan Osowiecki (1990-1996) - Leonard Piotr Gula (1996-2010) - Mirosława Jadwiga Miszkurka (2010-2018) - Łukasz Bogusz (2018-2024) - Krystyna Wieczorkiewicz (od 2024) |

## Sołectwa
Gąsiory, Gózdek, Huta Żelechowska, Janówek, Kalinów, Kotłówka, Łomnica, Nowy Goniwilk, Nowy Kębłów, Piastów, Sokolniki, Stary Goniwilk, Stary Kębłów, Stefanów, Władysławów I, Władysławów II, Wola Żelechowska, Zakrzówek.

## Sąsiednie gminy
Górzno, Kłoczew, Miastków Kościelny, Sobolew, Trojanów, Wola Mysłowska